# Panchala seminigra
Panchala seminigra är en fjärilsart som beskrevs av John Henry Leech 1890. Panchala seminigra ingår i släktet Panchala och familjen juvelvingar. Inga underarter finns listade i Catalogue of Life.